# Scatella bronneci
Scatella bronneci är en tvåvingeart som först beskrevs av Malloch 1934.  Scatella bronneci ingår i släktet Scatella och familjen vattenflugor. Inga underarter finns listade i Catalogue of Life.